# 鈴鹿亀山道路
鈴鹿亀山道路（すずかかめやまどうろ）は、三重県鈴鹿市野辺町の鈴鹿四日市道路交点から、亀山市辺法寺町の亀山JCTへ至る延長約10.5 km（キロメートル）の地域高規格道路である。略称は鈴亀道路。

## 概要
2004年（平成16年）に国から地域高規格道路の調査区間に指定された。財政難により長期間計画は停止されていたが、災害時の緊急輸送路として2013年（平成25年）6月、三重県は有識者委員会を設置し、5 - 6年かけて都市計画を決定し着工する方針を示した。その後、県民アンケートや一般市民を含む100人協議会を交えて「市街地北部ルート」「市街地通過ルート」の二案が検討され、2015年（平成27年）9月3日に県の有識者委員会は市街地北部案を了承した。この北部案の想定事業費は通過ルートと比べて250億円少ない540億円を予定している。また今後の対応として国道23号までの延伸の検討も盛り込まれた。2019年（平成31年）2月、三重県は住民説明会を開き、具体的なルート案を公表した。
2021年（令和3年）2月16日、三重県は検討を進めていた「鈴鹿亀山道路」の都市計画決定を告示した。事業中の一般国道23号鈴鹿四日市道路を起点とし、終点となる新名神高速道路・東名阪自動車道の亀山JCTまで、延長10.5 kmの自動車専用道路を4車線で整備する計画である。
2022年（令和4年）3月25日、国土交通省は「令和4年度道路関係予算配分概要」を発表し、国補助事業として鈴鹿亀山道路が令和4年度新規事業化箇所として公表された。

### 路線データ
- 路線名 - 一般国道306号 鈴鹿亀山道路
- 道路規格 - 第1種第3級（自動車専用道路）
- 起点 - 三重県鈴鹿市野辺町字上ノ長
- 終点 - 三重県亀山市辺法寺町字大増（亀山JCT）
- 延長 - 10.5 km
- 幅員 - 20.500 m（土工部）、19.500 m（橋梁部）
- 車線数 - 4車線
- 設計速度 - 80 km/h
- 事業主体 - 三重県

## インターチェンジなど
- IC番号欄の背景色が■である部分については道路が供用済みの区間を示している。また、施設名欄の背景色が■である部分は施設が供用されていない、完成していないことを示す。
- 未開通区間のJCT/IC名は仮称。IC仮称は神戸長沢線ICを除き都市計画道路の路線名が用いられている。
- パンフレット（2023年1月現在）に基づく[8][9]。

| IC番号                           | 施設名           | 接続路線名                | 備考                                               | 所在地 | 所在地 |
| -------------------------------- | ---------------- | ------------------------- | -------------------------------------------------- | ------ | ------ |
| -                                |                  | 国道23号鈴鹿四日市道路    | 環境アセスメントメント資料には北勢バイパスICの名称 | 三重県 | 鈴鹿市 |
| -                                | 神戸長沢線IC     | 三重県道27号神戸長沢線    | 2019年の環境アセスメントメント時点では計画なし     | 三重県 | 鈴鹿市 |
| -                                | 加佐登鼓ヶ浦線IC | 鈴鹿市道庄野35号線        | 亀山方面のみのハーフIC                             | 三重県 | 鈴鹿市 |
| -                                | 鈴鹿中央線IC     | 三重県道27号神戸長沢線    | 当ICの東方で国道1号と立体交差                      | 三重県 | 鈴鹿市 |
| -                                | 川崎下庄線IC     | 国道306号川崎庄内バイパス |                                                    | 三重県 | 亀山市 |
| -                                | 亀山JCT          | E23 東名阪自動車道        |                                                    | 三重県 | 亀山市 |
| E1A 新名神高速道路 亀山西JCT方面 |                  |                           |                                                    |        |        |